# Callosa d'en Sarrià
Callosa d'en Sarrià (em valenciano e oficialmente) Callosa de Ensarriá (em castelhano) é um município da Espanha na província de Alicante, Comunidade Valenciana. Tem 29,05 km² de área e em 2021 tinha 7 589 habitantes (densidade: 261,2 hab./km²).

## Demografia
| Variação demográfica do município entre 1991 e 2004 | Variação demográfica do município entre 1991 e 2004 | Variação demográfica do município entre 1991 e 2004 | Variação demográfica do município entre 1991 e 2004 |
| --------------------------------------------------- | --------------------------------------------------- | --------------------------------------------------- | --------------------------------------------------- |
| 1991                                                | 1996                                                | 2001                                                | 2004                                                |
| 7491                                                | 6322                                                | 7057                                                | 7957                                                |

## Actividades económicas
O município fica situado a 10 km do mar Mediterrâneo, as principais actividades económicas são o turismo e a agricultura (antigamente de sequeiro, a partir da década de 1950 de regadio, destacando-se o cultivo de citrinos e sobretudo de nêsperas).
No seu limite encontram-se as famosas Fuentes del Algar, que são produzidas pelo rio Algar e são a sua principal atracção turística.

## Festas
Celebram-se festas de mouros e cristãos todos os anos, no mês de Outubro, desde 1860.